# アンソニー・ワトソン
アンソニー・ワトソン（Anthony Watson、1994年2月26日 - ）は、プレミアシップレスター・タイガースに所属するラグビーユニオン選手。

## プロフィール
- イングランド・サリー州アシュフォード出身。
- ポジションはウィング(WTB)、フルバック(FB)。
- 身長 185cm、体重 93kg
- U20イングランド代表に選ばれたことがある[1]。
- イングランド代表キャップは52（2021年7月現在）でワールドカップ2015・2019・2023のイングランド代表に選ばれた[2][3]。
- ブリティッシュ・アンド・アイリッシュ・ライオンズに選ばれたことがある[4]。

## 略歴
ロンドン・アイリッシュを経て、2013年、バースに加入。 
2022年、レスター・タイガースに加入。 